# Oursel-Maison
Oursel-Maison település Franciaországban, Oise megyében. Lakosainak száma 244 fő (2022. január 1.). Oursel-Maison Le Crocq, Doméliers, Francastel, Hardivillers, Maisoncelle-Tuilerie és Puits-la-Vallée községekkel határos.

## Népesség
A település népességének változása:
| Lakosok száma | 240  | 241  | 245  | 240  | 240  | 240  | 240  | 240  | 244  |
|               | 2013 | 2015 | 2016 | 2017 | 2018 | 2019 | 2020 | 2021 | 2022 |